# Chilmari (underdistrikt)
Chilmari är ett underdistrikt i Bangladesh. Det ligger i den norra delen av landet, 220 km norr om huvudstaden Dhaka.
Runt Chilmari är det tätbefolkat, med 636 invånare per kvadratkilometer.